# 끈끈이귀개속
끈끈이귀개속(Drosera)은 벌레잡이식물의 가장 큰 속이다. 끈끈이귀개과의 이 속은 잎 표면을 끈적한 끈끈이액으로 덮어서 벌레를 유혹하고 잡아서 소화한다.

## 일부 종
- 좀끈끈이주걱 (D. spatulata)
- 끈끈이주걱 (D. rotundifolia)
- 긴잎끈끈이주걱 (D. anglica)
- 끈끈이귀개 (D. peltata var. nipponica)